# Felipe de Hohenzollern-Hechingen
Felipe Cristóbal Federico de Hohenzollern-Hechingen (en alemán, Philipp Christoph Friedrich von Hohenzollern-Hechingen; Hechingen, 24 de junio de 1616-ibidem, 24 de enero de 1671) fue un noble alemán. Fue el tercer príncipe reinante de Hohenzollern-Hechingen.

## Biografía
Felipe era el menor de los hijos del príncipe Juan Jorge de Hohenzollern-Hechingen (1577-1623) de su matrimonio con Francisca (m. 1619), una hija del duque Federico I de Salm, Wild- y Ringrave en Neufville. Como hijo menor, Felipe estaba destinado a una carrera eclesiástica. Era canónigo en Colonia y Estrasburgo. Era considerado un erudito jurista y fue el jefe de una misión diplomática imperial en España.
Cuando su hermano mayor, Eitel Federico V, murió en 1661, Felipe heredó el principado. El Papa Alejandro VII le permitió revertir su estado lego, a cambio de un pago de 4000 escudos. Estrictamente hablando, cuando los condes de Hohenzollern-Hechingen fueron elevados a príncipes, solo el primogénito varón recibió el derecho a heredar el título principesco. Sin embargo, por todas las contribuciones que los gobernantes de Hohenzollern-Hechingen habían realizado en el servicio imperial, el emperador Leopoldo I extendió el derecho al título a Felipe. El Papa también dio a Felipe, de 50 años de edad, la dispensa que necesitaba para contraer matrimonio en Baden-Baden el 12 de noviembre de 1662 con la princesa María Sidonia (1635-1686), una hija del margrave Germán Fortunato de Baden-Rodemachern.
Durante su reinado, Felipe sufrió de una salud frágil, y en sus últimos años, quedó completamente paralizado. El principado quedó financieramente y económicamente arruinado por la guerra de los Treinta Años y se fue recuperando lentamente, en parte debido a la modesta corte de Felipe y la dote que su mujer trajo al matrimonio. Durante su reinado, la industria, la agricultura, comercio, iglesias y escuelas empezaron a florecer de nuevo.

## Descendencia
Felipe y María Sidonia tuvieron los siguientes hijos:
- Federico Guillermo (1663-1735), su heredero. Desposó en primeras nupcias en 1687 a la condesa María Leopoldina de Sinzendorf (1666-1709), y en segundas nupcias en 1710 a la baronesa Maximiliana Magdalena Lützau (1690-1755).
- Hermann Federico (1665-1733), mariscal de campo imperial. Desposó en primeras nupcias en 1704 a la princesa Leonor Magdalena de Brandeburgo-Bayreuth (1673-1711), hija del margrave Cristián Ernesto de Brandeburgo-Bayreuth; y en segundas nupcias en 1714 a la condesa Josefa de Oettingen-Spielberg (1694-1738).
- Carlos Leopoldo (1666-1684), caído en la primera batalla de Buda.
- Felipe Federico (1667-1667).
- María Margarita (1668-1668).
- Sidonia (1670-1687).